# Zolotonoixa
Zolotonoixa (en ucraïnès Золотоноша) és una ciutat de la província de Txerkassi, Ucraïna, es troba a la riba del riu Seim. El 2021 tenia 27.458 habitants. Es troba al riu Zolotonoixa, tributari del Dniprò a 30 km de la capital de la província, Txerkassi.